# Saucerottia cyanocephala
La amazilia coroniazul (Saucerottia cyanocephala), también denominada colibrí corona azul,  amazilia corona azul, diamante de pico rojo, diamante de pico corto, amazilia frentiazul o chupaflor coroniazul, es una especie de ave apodiforme de la familia Trochilidae —los colibríes— perteneciente al numeroso género  Saucerottia, anteriormente incluida en el género  Amazilia .  Es nativa de México y América Central. 

## Distribución y hábitat
Se distribuye desde el este de México hacia el sur hasta el norte de Nicaragua. A lo largo de la vertiente atlántica desde San Luis Potosí y el sur de Tamaulipas, México, hacia el sur, por Guatemala, Belice, hasta Honduras,  y en la vertiente del Pacífico y en valles interiores desde el este de Oaxaca, México, hacia el sur, por Guatemala y El Salvador hasta el noroeste de Nicaragua. También existe una población discontinua en las tierras bajas de la región de la Costa de Mosquitos del sureste de Honduras y el noreste de Nicaragua.
Esta especie es considerda común en sus hábitats naturales: las laderas bajas de los sistemas montañosos, en bosques de encino y pino, bosques secundarios, montes espinosos, en el borde del bosque húmedo subtropical y en sabanas con pinos.

## Descripción
Mide de 10 a 11 cm de longitud. Presenta frente y corona de color turquesa brillante a azul violáceo. Alrededor de los oídos el color va del verde esmeralda al azul verdoso, con una pequeña mancha blanca postocular. La parte final de la espalda, donde nace la cola, es de color marrón oscuro. La garganta y la parte superior del pecho son blancos. La cola es de color verde grisáceo. La parte superior del pico es negruzca y la inferior de rosada a rojiza, con la punta negra.

## Sistemática

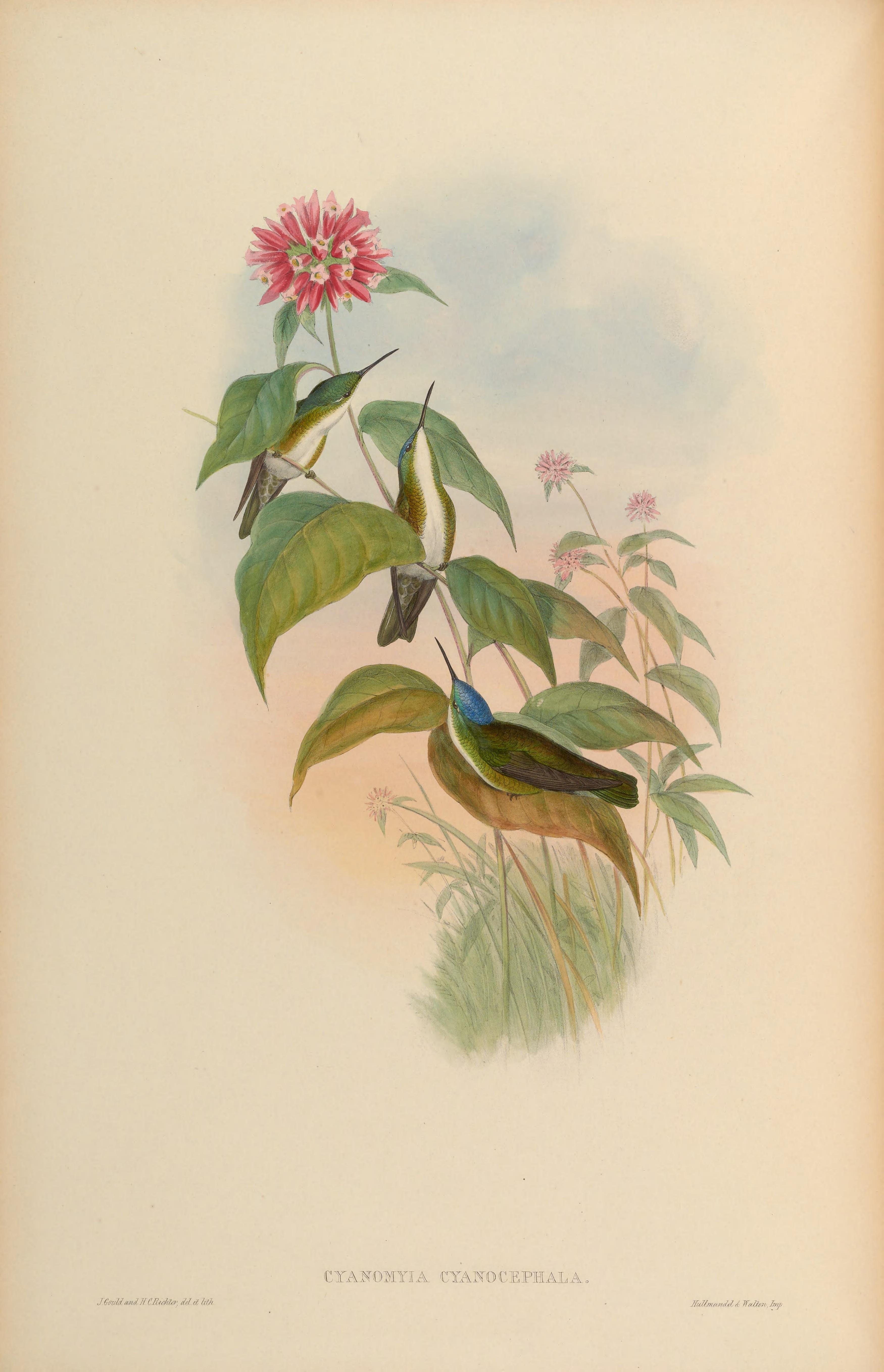
Cyanomyia cyanocephala, ilustración de Gould y Richter en A monograph of the Trochilidae, or family of humming-birds 5, 1861.

### Descripción original
La especie S. cyanocephala fue descrita por primera vez por el ornitólogo francés René Primevère Lesson en 1830 bajo el nombre científico Ornismya cyanocephala; la localidad tipo dada fue «Brasil», error, corregido posteriormente para «Veracruz, México».

### Etimología
El nombre genérico femenino Saucerottia fue tomado del nombre específico Trochilus saucerrottei, que por su vez conmemora al médico y ornitólogo francés Antoine Constant Saucerotte (1805–1884); y el nombre de la especie «cyanocephala» se compone de las palabras del griego «kuanos» que significa ‘azul oscuro’ y «kephalos» que significa ‘de cabeza’.

### Taxonomía
La presente especie junto a un grupo de otras diez especies fueron tradicionalmente incluidas en el género Amazilia. En el año 1999, ya se propuso la separación en los géneros resucitados Agyrtria y otras en Saucerottia, principalmente con base en características morfológicas y de plumaje, pero esta tesis no fue adoptada por las mayoría de las clasificaciones por falta de mejores evidencias. Una serie de estudios filogenéticos que culminaron con el estudio de McGuire et al. (2014) confirmaron que el género Amazilia era altamente polifilético. En la clasificación propuesta para resolver la polifilia del género, Stiles et al. (2017) reafirmaron la resurrección del género Saucerottia para este grupo de especies, lo que fue reconocido por el Comité de Clasificación de Norte y Mesoamérica (N&MACC) en la Propuesta No 2020-A-03.
La forma descrita S. cyanocephala guatemalensis (Gould), 1861 se considera indistinguible de la nominal.

### Subespecies
Según las clasificaciones del Congreso Ornitológico Internacional (IOC) y Clements Checklist/eBird  se reconocen dos subespecies, con su correspondiente distribución geográfica:
- Saucerottia cyanocephala cyanocephala (Lesson), 1830 – este y sur de México (desde el sur de Tamaulipas) al este de Honduras y centro norte de Nicaragua.
- Saucerottia cyanocephala chlorostephana (Howell), 1965 – Costa de los Mosquitos del este de Honduras y noreste de Nicaragua.